# Club Deportivo Ciudad de Vícar
El Club Deportivo Ciudad de Vícar, más conocido como Ciudad de Vícar, es un equipo de fútbol de la ciudad de Vícar, Almería, Andalucía. Fue fundado en 2007 y juega en el Grupo I de la Regional Preferente Almería.

## Historia
El Club Deportivo Ciudad de Vícar se fundó en 2007 por la fusión del CF Huercalense y el AD Huercalense de Huércal-Overa. Paralelamente, el Atlético Vícar (fundado en 1970) cambió su nombre a A.D. Huercalense y se trasladó a Huércal-Overa y la temporada siguiente se disolvió.
Entre 2007 y 2012 compitió en el grupo IX de Tercera División. En 2012 se retiró de la competición de Tercera División.

## Temporadas
| Temporada | División | Puesto | Copa del Rey |
| --------- | -------- | ------ | ------------ |
| 2007/08   | 3.ª      | 12.º   |              |
| 2008/09   | 3.ª      | 11.º   |              |
| 2009/10   | 3.ª      | 8.º    |              |
| 2010/11   | 3.ª      | 11.º   |              |
| 2011/12   | 3.ª      | 20.º   |              |

- 5 temporadas en Tercera División

## Entrenadores

### Cronología de los entrenadores
- 07-08:             Pepe Navarro
- 08-09:             Eduardo Gómez "Lalo"
- 09-10:             Juan Ojeda
- 10-11:             Pablo Berdullas
- 11-12:             José Juan Sánchez Santiago "Jota"
- 11-12:             Enrique Sergio "Enrique Sergio"
- 12-13:             Juan José Ojeda Rull "Juan Ojeda"